# Sword Coast Legends
Sword Coast Legends ist ein Computer-Rollenspiel von n-Space und Digital Extremes, das auf dem Rollenspielregelwerk Dungeons & Dragons (D&D) aufbaut und in der Kampagnenwelt Vergessene Reiche angesiedelt ist. Es erschien am 20. Oktober 2015 für Windows, Linux, macOS.

## Handlung
Der Spielercharakter ist Mitglied einer Abenteurergilde an der Schwertküste, die die Menschen von Banditen und feindlichen Kreaturen beschützt. Doch in Alpträumen begegnet er einem Dämonen, der ihm den drohenden Weltuntergang ankündigt. Kurz darauf wird die Gilde angegriffen und nahezu alle ihre Mitglieder getötet. Der Spieler soll nun die Hintergründe aufdecken.

## Spielprinzip
Sword Coast Legends bietet sowohl eine Einzelspieler-Kampagne als auch einen kooperativen Mehrspieler-Modus mit Spielleiter-Funktion. Zu Beginn erstellt sich der Spieler anhand einer Auswahl typischer D&D-Klassen (Kleriker, Kämpfer, Paladin, Waldläufer, Dieb, Zauberer) und -Rassen (Zwerg, Mensch, Elf, Halb-Elf, Halbling) einen eigenen Charakter. Im Einzelspieler kann er bis zu drei weitere Begleiter in seine Abenteuergruppe aufnehmen, die er jederzeit auch steuern kann. Das Spiel wird aus einer Überblicksperspektive präsentiert, die Kamera kann frei gedreht werden und zoomen. Die Kämpfe werden in Echtzeit geführt, können durch Tastendruck aber jederzeit pausiert werden, um Befehle zu geben. Der überwiegende Teil besteht aus Kämpfen und dem Erfüllen von Aufgaben, für die die Spielfigur Abenteuerpunkte erhält. Bei entsprechender Punktzahl kommt es zum Levelaufstieg, bei dem die Spielfigur sich verbessern und zum Beispiel neue Fähigkeiten erlernen kann.
Der Mehrspieler-Modus wird vollständig in Echtzeit gespielt und bietet keine Pausenfunktion. Bis zu vier Mitspieler können gegen einen Spielleiter antreten. Der Spielleiter wählt die Spiellevel aus und besitzt unter anderem die Möglichkeit, gegnerische Kreaturen und Fallen darin zu platzieren, um die Mitspieler am Vorankommen zu hindern. Er kann im Kampf außerdem die Kontrolle über seine Kreaturen übernehmen.

## Entwicklung
Das Spiel wurde von n-Space und Digital Extremes gemeinsam entwickelt, unter Leitung von n-Spaces Firmenpräsidenten Dan Tudge, der zuvor u. a. als Director an Biowares Dragon Age: Origins arbeitete. Als Grundlage diente die 5. Regelwerksedition von Dungeons & Dragons. Dabei verwendeten die Entwickler die Unity-Engine. Die Musik wurde von Inon Zur komponiert und zusammen mit den Prager Philharmonikern aufgenommen.
Die Veröffentlichung des Spiels wurde ursprünglich für den 9. September 2015 angekündigt, dann auf den 29. September verschoben und schließlich auf den 20. Oktober terminiert. Die Veröffentlichung für PlayStation 4 und Xbox One wurde gleichzeitig mit 2016 angegeben. Im September 2015 veranstaltete der Entwickler eine Early-Access-Phase, in der Vorbesteller bereits vorab Zugriff auf die vorläufige Version des Spiels erhielten.
Im März 2016 stellte n-Space den Betrieb ein, noch vor Veröffentlichung des ersten DLCs Rage of Demons und der Konsolenfassungen. Die PC-Version des DLC Rage of Demons wurde jedoch am 15. Mai 2016 kostenlos für alle Käufer des Originalspiels zur Verfügung gestellt. Weiterhin wurde angekündigt, Sword Coast Legends noch im Laufe des Jahres für PlayStation 4 und Xbox One zu veröffentlichen.

## Rezeption
Sword Coast Legends wurde im Vorfeld als möglicher geistiger Nachfolger zu Baldur's Gate und Neverwinter Nights gehandelt. Das fertige Spiel erhielt meist jedoch nur durchschnittliche Wertungen, der Metacritic-Durchschnitt der Windows-Version liegt bei 61 %. Kritikpunkte waren zum Beispiel die deutlichen Abweichungen vom D&D-Regelwerk, eine wenig mitreißende Handlung, aber auch das im Vergleich zu Titeln wie Neverwinter Nights viel zu simple Abenteuerdesign und der geringe Funktionsumfang des Spiels und des Editors. Das Spiel biete zwar flotte unterhaltsame Spielkost, vor allem für kurzweilige Koop-Spiele, könne die durch die Lizenz und früheren D&D-Spiele geschürten Erwartungen aber nicht erfüllen. Spielerisch erinnere das Spiel eher an Dragon Age als an Baldur's Gate oder Neverwinter Nights.
Als Reaktion auf die Kritik, kündigten die Entwickler an, das Spiel durch kostenlose Communitypacks weiterzuentwickeln.